# جمعیت وفاداران انقلاب اسلامی
جمعیت وفاداران انقلاب اسلامی یک حزب اصولگرای ایرانی است که پس از وقایع کوی دانشگاه تأسیس شد. این حزب در نهمین دوره انتخابات ریاست‌جمهوری، برخلاف اکثر احزاب اصولگرا که حامی علی لاریجانی بودند، از محمود احمدی‌نژاد حمایت کرد.
در انتخابات مجلس دهم، نامزدان جمعیت وفاداران از حوزه انتخابیه تهران، ری، اسلامشهر و شمیرانات، به نفع ائتلاف بزرگ اصولگرایان کناره‌گیری کردند.
در سال 1403 و در انتخابات دوره دوازدهم مجلس شورای اسلامی، اکثر نامزد های جمعیت وفاداران انقلاب اسلامی از حوزه تهران، ری، اسلامشهر و شمیرانات به مجلس راه یافتند.

## اعضای سرشناس
- حسن غفوری‌فرد[۲]
- عباس شیبانی[۲]
- سید جعفر شبیری
- جواد منصوری[۲]
- علیرضا علی‌احمدی[۲]
- علی مروی[۲]
- محمدمهدی عبدخدایی[۲]
- سید علی یزدی‌خواه
- سید ابوالفضل دعوتی
- مجتبی رضا خواه